# Cimetière militaire franco-allemand de Bertrimoutier
 (septembre 2009).
Si vous disposez d'ouvrages ou d'articles de référence ou si vous connaissez des sites web de qualité traitant du thème abordé ici, merci de compléter l'article en donnant les références utiles à sa vérifiabilité et en les liant à la section « Notes et références ».
Le cimetière militaire franco-allemand de Bertrimoutier est un cimetière militaire de la Première Guerre mondiale, situé à Bertrimoutier dans le département des Vosges, en Lorraine, dans la région Grand Est de la France.
Il s'agit en fait de deux cimetières mitoyens : la nécropole nationale de Bertrimoutier, qui est un cimetière militaire français, et le cimetière militaire allemand.

## Historique
Dès 1920, une nécropole nationale est envisagée par l'État, au lieu-dit Aux Zières de la Vigne.
Le 26 décembre 1920, le conseil municipal considère cet emplacement comme « particulièrement bien choisi » et donne un avis favorable à ce projet. Dès lors, en 1921, l'État achète les terrains aux propriétaires privés et les travaux commencent cette même année pour être terminés en 1924.
Dès l'origine, il est prévu que ce cimetière serait « Miselé », c'est-à-dire que le cimetière allemand est mitoyen.
Le 23 octobre 1924, le conseil municipal et son maire Léon Toussaint demandent le maintien « définitif » à Bertrimoutier de cette nécropole et que les frais soient exclusivement à la charge du ministère des pensions, donc de l'État : il faut préciser en effet que les sépultures sont déclarées perpétuelles.
La nécropole nationale de Bertrimoutier regroupe donc les corps des militaires exhumés des tombes isolées ou des carrés militaires de cimetières communaux ou bien, pour l'essentiel, de douze cimetières militaires établis à la hâte sur le front, lors des combats, dont ceux de la chapelle Sainte-Claire, du Violu, de Coinchimont, de Québrux, du Pré de Raves, de Lesseux, de La Croix Le Prêtre...
En raison de son appartenance aux site funéraires et mémoriels du Front Ouest de la Première Guerre mondiale, le cimetière militaire franco-allemand de Bertrimoutier a fait l'objet, en 2023, d'une inscription par l'UNESCO sur la liste du Patrimoine mondial au même titre que 138 autres sites.

## Caractéristiques

### La nécropole nationale de Bertrimoutier
Elle rassemble, sur une superficie de 4 367 m2, 966 tombes individuelles de soldats français ainsi que 12 tombes de soldats russes et celle d'un soldat roumain inconnu.

### Le cimetière militaire allemand
Ce cimetière rassemble, sur une superficie de 5 701 m2 les corps de 6 749 soldats allemands dont 4 163 sont inconnus inhumés dans des ossuaires. Les tombes individuelles sont matérialisées par des croix en métal.